# Fidei defensor
Fidei defensor es un título en latín que se traduce al español como Defensor de la fe (en inglés Defender of the Faith y en francés Défenseur de la Foi) y que ha sido utilizada como parte de los títulos de muchas generaciones de monarcas desde el siglo XVI.

## Su uso en la monarquía inglesa

### Historia

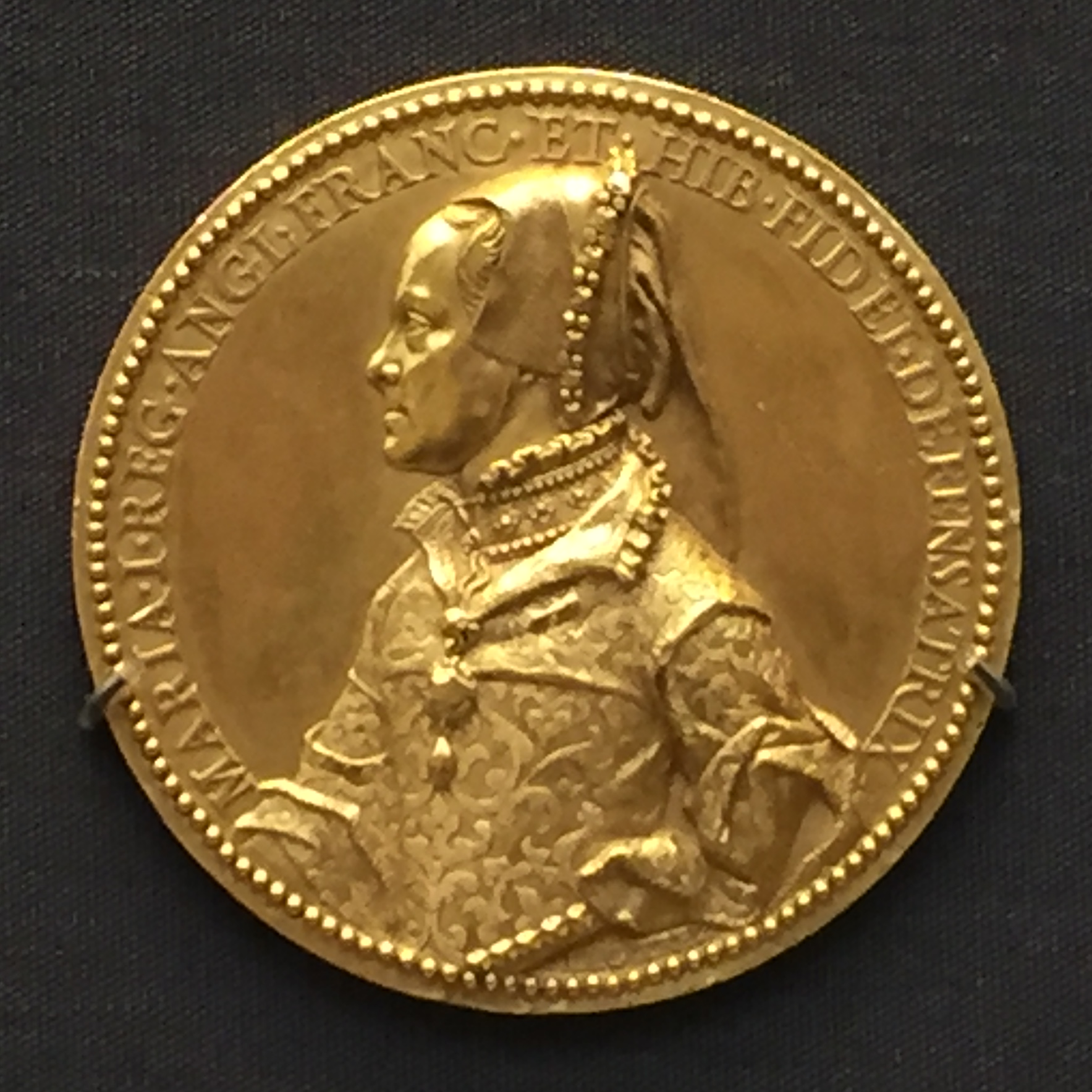
Medalla de María I con la leyenda "Maria I Reg. Angl. Franc. et Hib. Fidei Defensatrix"

Defender of the Faith ha sido uno de los títulos complementarios de los monarcas ingleses, después británicos, desde que le fue concedido al rey Enrique VIII de Inglaterra por el Papa León X, el 24 de noviembre de 1521. Su esposa, la reina Catalina de Aragón fue también defensora de la fe por derecho propio. El título fue concedido en reconocimiento al libro escrito por Enrique, Assertio Septem Sacramentorum (Defensa de los siete sacramentos), que defendía el carácter sacramental del matrimonio y la supremacía del Papa, que fue visto como una importante muestra de oposición importante a las primeras etapas de la Reforma Protestante, especialmente a las ideas de Martín Lutero.
El título le fue revocado por el Papa Pablo III, tras la decisión de Enrique de romper con Roma en 1530 y denominarse a sí mismo como Jefe Supremo de la Iglesia de Inglaterra. El acto fue considerado como un «ataque a la Fe» y Enrique fue excomulgado. Sin embargo, en 1544, el Parlamento de Inglaterra mediante el Acta de Sucesión de 1543 le concedió el título de «Defensor de la fe» al rey Eduardo VI y sus sucesores, ahora defensores de la fe anglicana, desde entonces, todos (excepto María I, que renegó de la fe anglicana, y renovó los vínculos con la Iglesia católica, y Jacobo II, que se convirtió al catolicismo antes de reinar) han sido Gobernadores Supremos de la iglesia (formalmente por encima del Arzobispo de Canterbury).
Durante el Protectorado (1653-1659), los jefes de Estado republicanos Oliver Cromwell y Richard Cromwell, más claramente perfilados como protestantes que la monarquía, aunque reclamaron sanción divina, no adoptaron el título de «Defensor de la Fe». Sin embargo, el título se volvió a introducir al ser restaurada la monarquía y sigue en uso en la actualidad.

### Uso actual
En su calidad de rey del Reino Unido, Carlos III lleva el título: «Carlos III, por la Gracia de Dios, Rey del Reino Unido de Gran Bretaña e Irlanda del Norte y de sus otros Reinos y Territorios, Jefe de la Mancomunidad de Naciones, Defensor de la Fe». El título «Defensor de la Fe» refleja la posición del soberano como Gobernador Supremo de la Iglesia de Inglaterra, que queda así formalmente en una posición superior a la del arzobispo de Canterbury. 
La frase original en latín -Fidei defensor- se menciona en todas las monedas británicas actuales por medio de las abreviaturas, FD o FID DEF. La referencia se añadió por primera vez en las monedas en 1714, durante el reinado de Jorge I. La decisión de la Real Casa de Moneda de omitir toda referencia a la frase (y otras porciones del título del monarca) de una moneda británica de dos chelines emitida en 1849 y llamada coloquialmente el «florin sin Dios», causó tal escándalo que la moneda tuvo que ser reemplazada.
En la mayoría de los territorios de la Mancomunidad la frase no aparece en el título tradicional del monarca, mientras que sí se mantiene la frase inicial por la gracia de Dios.